# Двадцять хвилин з янголом
«Двадцять хвилин з янголом» (рос. «Двадцать минут с ангелом») — радянський художній фільм 1989 року, знятий режисерами Оленою Поповою і Юхимом Падве на кіностудії «Лентелефільм».

## Сюжет
За творами О. Вампілова. Дія фільму відбувається у готелі. В одному з номерів – закохана пара, в іншому – скрипаль. У третьому – двоє хлопців прокидаються з похмілля. Випивши напередодні, вони встають з одним бажанням - випити. Але випити нічого, та й нема на що. І знайомих теж немає, зайняти нема в кого. Вони вирішують попросити у позику. Спочатку на заводі, але там нікого немає – вихідний день. Потім у сусідів – у скрипаля та у молодят, але ті відмовляють. З'являється прибиральниця, щоб прибрати номер. Хлопці просять у неї 5 рублів, і тут зазнають поразки. Один із хлопців переконує іншого, що світ не без добрих людей. Виглянувши на вулицю, вони побачили величезну кількість людей і всі вони стоять у черзі, щоб похмелитися. Наполовину жартома, наполовину всерйоз один із хлопців кричить у вікно, щоб хтось дав йому в борг 100 рублів. Всі дивляться на нього з подивом і не відповідають. Відповідь приходить пізніше — приходить чоловік, який приносить хлопцям 100 рублів, які вони просили. Його зустрічають із недовірою. Незнайомець іде, але його повертають і питають, навіщо він приніс гроші та пропонують забрати їх. Але благодійник постійно повторює, що хотів допомогти їм. Ситуація досягає апогею, коли незнайомця прив'язують до ліжка і, покликавши як свідків сусідів по готелю, намагаються змусити його зізнатися, навіщо  він це зробив. Його підозрюють у всіх смертних гріхах. А все виявляється дуже просто та сумно. У цьому місті мешкала його мати. Шість років він не бачив її та не допомагав їй. Він збирав для неї гроші та не відправив, а тепер вона померла. Усі замовкають, кожен думає про своє. Незнайомця відв'язують. Усі просять у нього вибачення. На стіл швидко накладають випивку і закуску - на помин душі покійної.

## У ролях
- Роберт Вааб — Хомутов
- Дмитро Шевченко — Угаров, відряджений експедитор
- Олександр Зав'ялов — Федір Григорович Анчугін
- Станіслав Концевич — Базильський, скрипаль
- Ірина Комарова — Ганна Василівна Васюта, прибиральниця готелю
- Ірина Ворон — Фаїна, молода дружина
- Олексій Петров — молодята

## Знімальна група
- Режисери — Олена Попова, Юхим Падве
- Сценарист — Юхим Падве
- Оператор — Роман Черняк
- Композитор — Олександр Сойников
- Художник — Лариса Луконіна